# Vjerska arhitektura
Vjerska arhitektura ili sakralna arhitektura (iz latinskog sacer – „sveti“)  arhitektonska je praksa, koja služi za religiozne svrhe. Postoji mnogo različitih vrsta vjerske arhitekture koje služe za slavljenje Boga kao što su: crkva, katedrala, hram, džamija, sinagoga i dr. Funkcionalnost sakralnih objekata podređena je simboličnoj ulozi, koju hramovi imaju. Zbog velikog duhovnog značaja vjerske građevine najbolje su očuvani arhitektonski objekti.
Arhitekt Norman L. Koonce sugerirao je, da je cilj vjerske arhitekture da učini „transparentnom granicu između materije i uma, tijela i duha“. Govoreći o vjerskoj arhitekturi, povjesničar Richard Kieckhefer sugerira, da je ulazak u vjersku zgradu metafora za ulazak u duhovni odnos. Smatra, da se sveti prostor može analizirati pomoću tri faktora koji utječu na duhovni proces: longitudinalni prostor naglašava procesiju i vraćanje sakramentalnih činova, prostor gledališta sugerira na proglašenje i odgovor, a novi oblici zajedničkog prostora dizajnirani za okupljanje služe kako bi se poboljšala intimnost i sudjelovanje u bogosluženju. Znanstvenik religioznih studija Florin George Călian potvrđuje da je „sveti prostor mjesto, gdje transcendentno postaje imanentno i gdje posvećenik može pristupiti Bogu“.
Moderna vjerska arhitektura obuhvaća nekoliko stilova sličnih karakteristika što rezultira pojednostavljenjem oblika i eliminacijom ornamenata. Najutjecajniji modernistički arhitekti u ranom do sredine 20. stoljeća su: Dominikus Böhm, Rudolf Schwarz i Auguste Perret. Dok su svjetovne građevine očito imale veći utjecaj na razvoj moderne arhitekture, izvrsnih primjera moderne arhitekture može se pronaći u sakralnim građevinama 20. stoljeća poput katedrale u Los Angelesu iz 2002. godine.

## Galerija
- Katedrala u Gloucesteru.
- Džamija u Bangladešu.
- Crkva sv. Spasa na vrelu Cetine
- Katedrala Navještenja u Voronježu.